# Une bouffée de fraîcheur
Pour plus de détails, voir Fiche technique et Distribution.
Une bouffée de fraîcheur (titre original : Fresh Airedale) est un court métrage d'animation américain  de la série Merrie Melodies, réalisé par Chuck Jones, sorti en 1945.

## Fiche technique
- Titre : Une bouffée de fraîcheur
- Titre original : Fresh Airedale
- Réalisation : Chuck Jones
- Scénario : Michael Maltese
- Montage : Treg Brown
- Musique : Carl W. Stalling
- Orchestrateur : Milt Franklyn
- Son : Treg Brown
- Producteur : Edward Selzer
- Directeur de production : John W. Burton
- Sociétés de production : Warner Bros. Cartoons
- Sociétés de distribution : Warner Bros
- Pays d'origine :  États-Unis
- Format : Couleur (Technicolor) — 35 mm — 1,37:1 — Son : Mono
- Genre : Film d'animation, Comédie
- Durée : 7 minutes
- Dates de sortie :
  -  États-Unis :  25 août 1945

## Distribution
- Mel Blanc : Chat / Prowler / Voix de cauchemar / Shep (voix)
- Frank Graham : le narrateur / le maître des bergers (voix) (non crédité)